# Сотников, Иван Юрьевич
Иван Юрьевич Сотников (по паспорту фон Штакельберг;19 мая 1961, Ленинград — 16 ноября 2015, Санкт-Петербург) — российский художник, участник движения нонконформизма в Ленинграде, один из наиболее значительных представителей неоэкспрессионизма. С 1996 года священник Русской Православной Церкви. Произведения Сотникова выставляются в крупнейших российских музеях.

## Детство, юность
Иван Сотников, по паспорту Иван Юрьевич фон Штакельберг (предки по отцовской линии были прибалтийскими немцами) родился 19 мая 1961 года в Ленинграде. Мать — Марина Петровна Сотникова, была ведущим специалистом Эрмитажа по древнерусским монетам. Отец — Юрий Иванович фон Штакельберг, историк; дядя, Геннадий Сотников, был известным театральным художником.
Иван учился в детской художественной школе № 1 на Фонтанке у Феликса Волосенкова, Татьяны Сотниковой-Ратнер. Посещал кружок «Юные друзья искусства» в Эрмитаже, где познакомился с Екатериной Андреевой.

## Творческий путь
Большое влияние на Ивана Сотникова оказали работы художников «Арефьевского круга», главным образом Владимира Шагина, а также Михаила Ларионова, увиденные на выставке в Русском музее в 1980 г.
С 1982 года Иван участвует во многих выставках, в качестве творческого псевдонима берёт фамилию своей матери.
На выставке ТЭИИ «Цвет и форма» (1982 год, ДК им. Кирова) Иван Сотников и Тимур Новиков создают «Ноль-объект», обозначив прямоугольное отверстие в стенде соответствующей этикеткой. Эта акция породила конфликт с организаторами выставки, и в том же 1982-м году Иван совместно с Тимуром Новиковым и единомышленниками — Кириллом Хазановичем и Олегом Котельниковым создают группу «Новые художники».
С 1983 года Сотников выставляется как с «Новыми художниками», так и с группой «Митьки», яркими представителями петербургского авангарда 1980—1990-х годов
В 1986 году Сотников с группой единомышленников регистрирует «Клуб любителей народного творчества» Клуб проводил выставки народного творчества и участвовал в концертах «Поп-механики». Председателем клуба был Иван Сотников.
27 июня 2004 года Иван Сотников и Александр Флоренский основывают «Общество любителей живописи и рисования» — ОЛЖИР. Общество пропагандирует возврат к живописи и рисованию с натуры в эпоху постмодернизма. В рамках деятельности общества с 2004 по 2006 года проходят выездные пленэры и выставки.
Сотников совместно с Тимуром Новиковым создаёт музыкальный инструмент «Утюгон» — первый русский аналоговый синтезатор. Инструмент участвует в концертах «Поп-механики»
Выставка художников во главе с Иваном Сотниковым «Битва с белочкой» в петербургской галерее Navicula Artis получила Премию имени Курёхина как лучший кураторский проект 2013 года. Куратор выставки — Глеб Ершов.
Иван Сотников работает в самых разнообразных техниках: живопись, графика, коллаж, работы из ткани и фарфора, объекты и видео.
Основные циклы:
Петербургский городской пейзаж
Ёлки
Персонажи компьютерных игр
Вырица
ОЛЖИР: Грузия, Красноярск, Нижний Новгород, Норильск, Ферапонтово
Алиса в стране чудес
Morte Nature
Битва с белочкой
Черногория

## Семья, дети
В 1986 году Иван знакомится со своей будущей женой Татьяной.
Дети: Дарья, Ольга, Ника, Тихон, Лука, Мария, Иван, Варвара.

## Священство
Как многим неформальным художникам и музыкантам того времени, Сотникову пришлось работать на непрестижных работах, дающих возможность заниматься свободным творчеством. В 1980-е года Сотников работал тискальщиком в типографии, дворником, истопником, а в 1984-м — кочегаром в Вырицкой церкви под Ленинградом. Там же он начал прислуживать в качестве иподиакона отцу Алексею Коровину, своему духовнику. В 1996 году принял сан священника, под именем отца Иоанна служил в церкви (молитвенном доме) Ксении Петербургской в посёлке Тёсово-Нетыльский Новгородской епархии. В 2002—2006 годах он обучался в Православном Свято-Тихоновском богословском университете в Москве, но затем вышел за штат, хотя продолжал служить в храме Святителя Петра митрополита Московского в Санкт-Петербурге, а затем и в храмах Черногории.
После рукоположения отец Иоанн на несколько лет прервал занятия живописью, но потом к ней вернулся.

## Болезнь и последний период творчества
В последние годы Иван много жил в Черногории, где был создан большой цикл пейзажей. В сентябре 2015 года выставка его пейзажей прошла в Доме художника DAS в Которе.
В конце 2014 года Иван Сотников перенёс тяжёлую онкологическую операцию на головном мозге. Эта болезнь и стала причиной смерти. Похоронен на территории храма Казанской иконы Божией Матери в Вырице.